# 玉島村 (大阪府)
玉島村（たましまむら）は、1954年（昭和29年）2月10日まで大阪府三島郡にあった村である。現在は茨木市の南東部の地名として残っている。

## 概要
- 1935年（昭和10年）2月11日 - 溝咋村と宮島村が合併して、三島郡玉島村が誕生。
- 1954年（昭和29年）2月10日 - 安威村とともに茨木市に編入される。